# Уаиау (река)

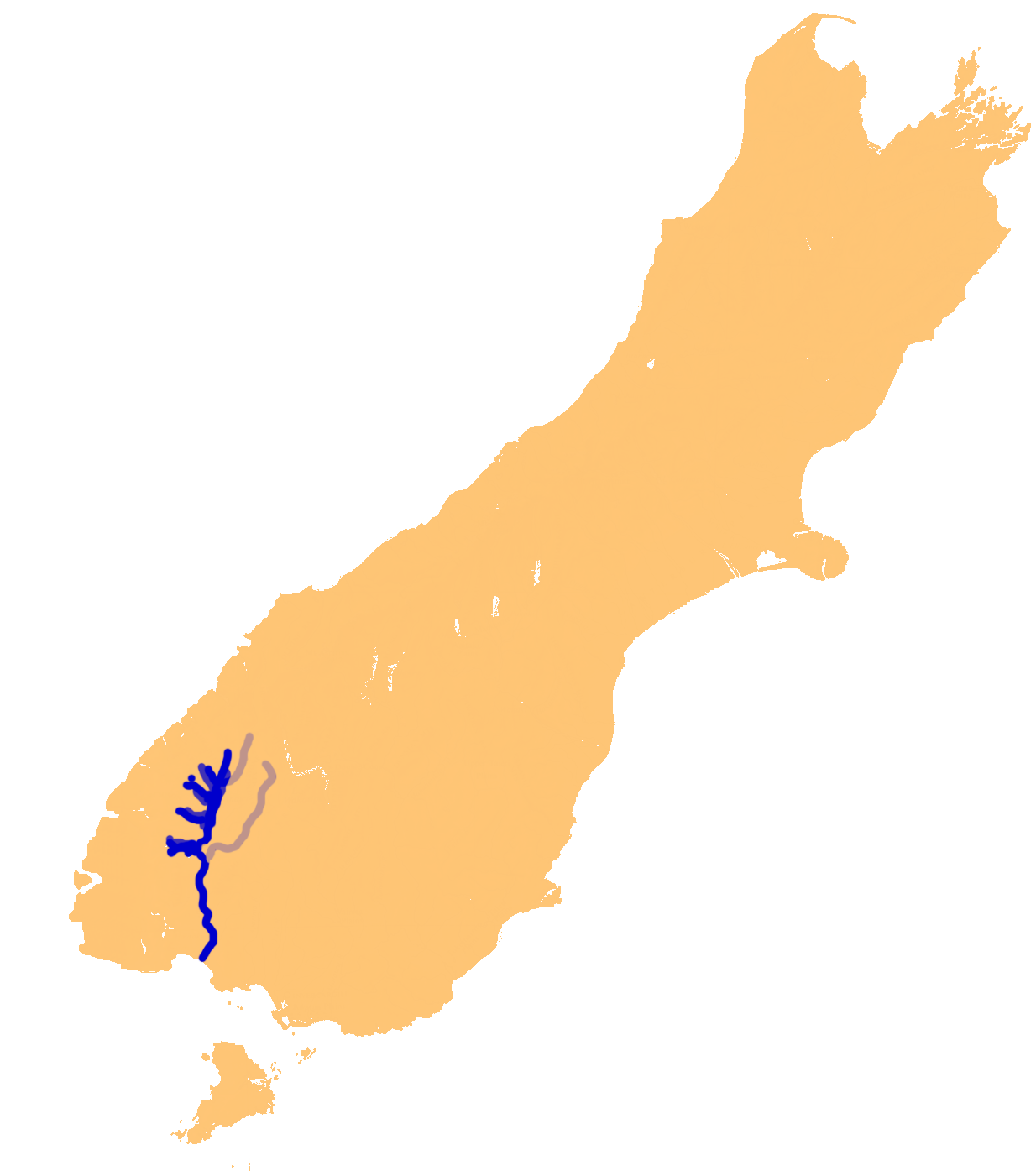

Уаиау (маори Waiau, англ. Waiau River) — река в Новой Зеландии. Протекает по региону Саутленд на острове Южный. Длина Уаиау составляет около 217 км.
Исток реки находится в озере Те-Анау, вытекая из которого Уаиау впадает в озеро Манапоури, расположенное примерно в 10 км к югу. После этого река течёт в южном направлении на протяжении 70 км, после чего впадает в пролив Фово, примерно в 8 км к югу от населённого пункта Таутапере.
Река была впервые изучена в 1852 году Уильямом Мантеллом, агентом Кентерберийской ассоциации.